# 俄罗斯文艺
《俄罗斯文艺》（俄语：российской литературы и искусства）是以研究和介绍俄罗斯文艺为主旨的中文学术刊物。

## 历史沿革
《俄罗斯文艺》创刊于1980年，原名《苏联文学》，1994年改为现名。
它现由国家教育部主管、北京师范大学主办。它是俄罗斯境外唯一一种以译介研究俄罗斯文学艺术为宗旨的专业学术期刊。
在20世纪80年代，它的印量是几十万册；到了21世纪初，发行量只有几千份。

## 编委会
主编
- 夏忠宪[2]
- 吴泽霖